# Харди-Джордан, Дилан
Дилан Харди-Джордан (англ. Dylan Hardie-Jordan; 2 октября 1992, Каилуа-Кона, Гавайи, США) — футболист из Американского Самоа, полузащитник. Выступал за сборную Американского Самоа.

## Биография
Родился в городе Каилуа-Кона на Гавайях. Учился в колледже в Явапаи и в Гавайском тихоокеанском университете, где выступал за их футбольные команды. Имеет брата Авери и сестру Колби. В свободное время любит заниматься сёрфингом.

## Карьера в сборной
27 августа 2015 года дебютировал за сборную Американского Самоа в товарищеском матче со сборной Фиджи. В том же году принял участие в трёх матчах сборной в рамках отборочного турнира к Кубку наций ОФК 2016 и чемпионатy мира 2018.